# Christiane Engel

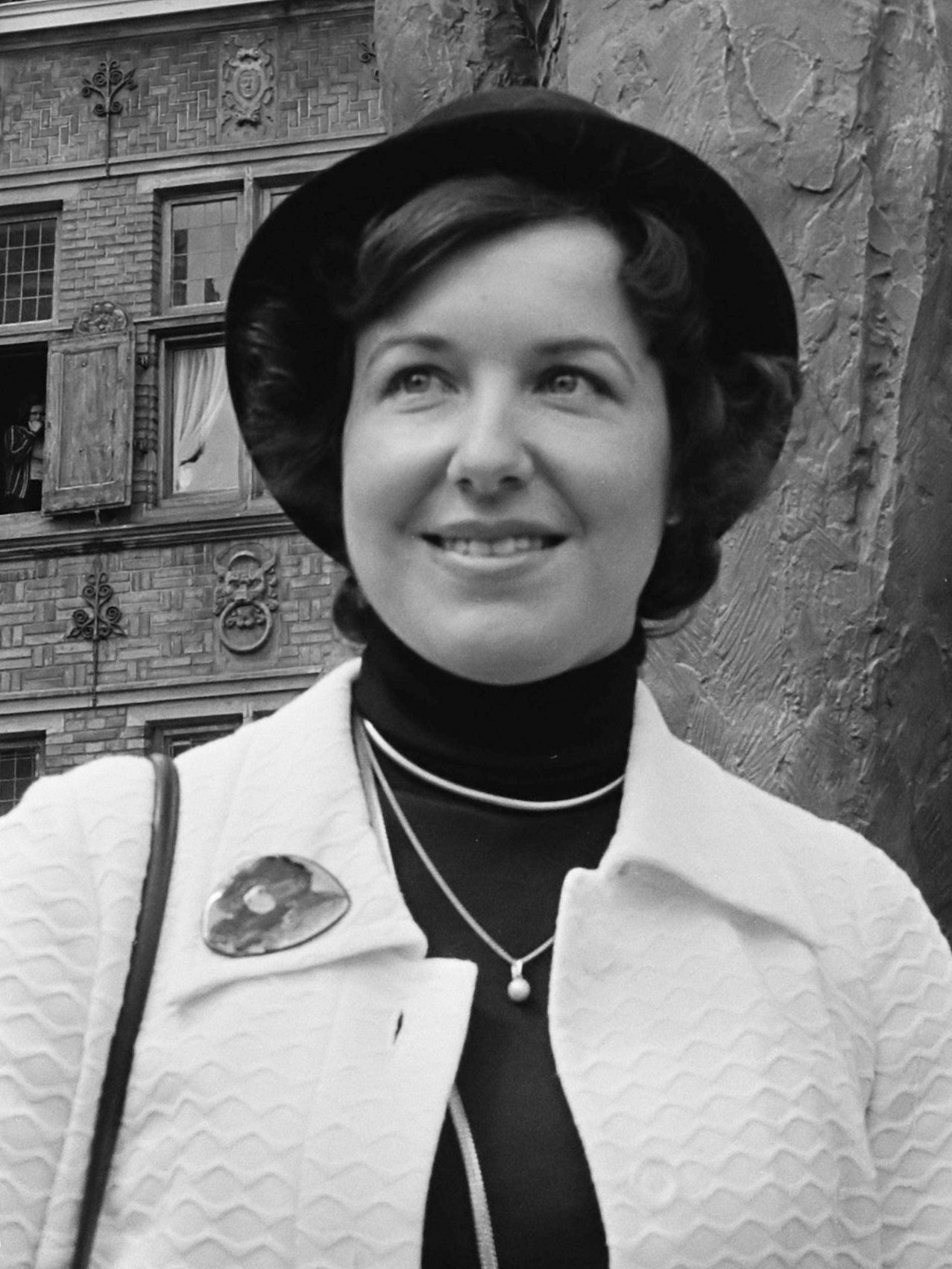
Christiane Eckert (1975)

Christiane Engel-Eckert (* 1942 in Zürich; † 4. Dezember 2021 in Los Angeles) war eine Schweizer Pianistin und Ärztin. Sie war die Enkelin von Albert Schweitzer.

## Leben
Christiane Engel war die Tochter von Rhena Schweitzer-Miller, einer Tochter Albert Schweitzers, und dem Orgelbauer Jean Eckert. Sie wuchs in Zürich auf, wo sie auch im Alter von sechs Jahren ihre erste Klavierstunde bei Annette Ganz erhielt. Mit ihrem Grossvater Albert Schweitzer verbrachte sie viel Zeit auf weltweiten Reisen; schon mit 15 besuchte sie das erste Mal Afrika, was sie nach eigener Aussage für ihren weiteren Lebensweg prägte.
Mit 16 Jahren begannen ihre Studien am Konservatorium in Zürich, wo sie bei Erich Vollenwyder in Klavier und Orgel unterrichtet wurde. Zusätzlich studierte sie Psychologie, Sozialanthropologie und Medizin und schloss mit einem Diplom sowie Doktorat in Medizin ab. In dieser Zeit setzte sie ihren Klavierunterricht bei den Meisterlehrern Irma Schaichet, Joanna Graudan und Vitaly Margulis fort.
Sie praktizierte als Ärztin und begann, weltweite Konzerte zu geben. Ihre Reisen führten sie nach Japan, Europa und die USA. Ein grosser Teil der Konzerte war für wohltätige Zwecke bestimmt. Christiane Engel war verheiratet mit Steven Engel und Mutter von drei Töchtern. Sie lebte zuletzt in Los Angeles, USA.
Sie war eine weltweit anerkannte Interpretin Mozarts und eine Förderin der Albert-Schweitzer-Kinderdörfer.

## Aufnahmen
- W.A. Mozart Piano Concertos, Piano Concerto in C, K.V. 246, Piano Concerto in E flat, K.V. 271
- W.A. Mozart Piano Concertos, Piano Concerto in B, K.V. 238, Piano Concerto in F, K.V. 413, Piano Concerto in E sharp, K.V. 449
- W.A. Mozart Piano Concertos, Piano Concerto in D, K.V. 175, Piano Concerto in C, K.V. 503
- W.A. Mozart Piano Concertos, Piano Concerto in C, K.V. 467, Piano Concerto in B, K.V. 595
- W.A. Mozart Piano Concertos, Piano Concerto in D, K.V. 537, Piano Concerto in A, K.V. 488
- W.A. Mozart Piano Concertos, Piano Concerto in G, K.V. 453, Piano Concerto in C, K.V. 491, Rondo in D, K.V. 382
- W.A. Mozart Piano Concertos, Piano Concerto in E, K.V. 459, Piano Concerto in D, K.V. 466, Rondo in A, K.V. 386
- W.A. Mozart Piano Concertos, Piano Concerto in D, K.V. 451, Piano Concerto in B, K.V. 456
- W.A. Mozart Piano Concertos, Piano Concerto in A, K.V. 414, Piano Concerto in Es, K.V. 482
- W.A. Mozart Piano Concertos, Piano Concerto in B, K.V. 450, Piano Concerto in C, K.V. 415, Rondo in D, K. V. 382